# Saint-Jean-sur-Moivre
Saint-Jean-sur-Moivre  là một xã thuộc tỉnh Marne trong vùng Grand Est đông nam nước Pháp. Xã này nằm ở khu vực có độ cao trung bình 110 mét trên mực nước biển.